# Kerk van de Ontslapenis van de Moeder Gods (Nizjni Novgorod)
De Kerk van de Ontslapenis van de Moeder Gods op de Berg Elia (Russisch: Церковь Успения Пресвятой Богородицы) is een Russisch-orthodoxe kerk in de stad Nizjni Novgorod in Rusland.

## Geschiedenis
Op de plek van de huidige kerk stond reeds in 1606 een houten kloosterkerk gewijd aan de ontslapenis van de Heilige Maagd. In het jaar 1621 werd de kerk genoemd als parochiekerk. In opdracht van een koopman werd een stenen kerk gebouwd die voltooid werd in 1672.
Een grote brand verwoestte de Ontslapeniskerk in het jaar 1715 waarna herbouw volgde.
In 1934 volgde ontheiliging van de kerk. De refter (het deel tussen de kerk en de toren) en de klokkentoren werden afgebroken. Tijdens een restauratie in de jaren 1965-1967 werd het resterende deel van de kerk in de oorspronkelijke staat hersteld.
De kerk keerde in het jaar 2004 terug naar de Russisch-orthodoxe Kerk. Er werd onmiddellijk begonnen met een omvangrijke restauratie. De in 1934 gesloopte refter en klokkentoren werden volledig herbouwd en er werd begonnen met de beschildering van het interieur van de kerk en de herbouw van de iconostase. In de zomer van het jaar werden klokken en kruisen gewijd. De wijding van de kerk vond op 29 juli 2004 plaats door de bisschop van Nizjni Novgorod en Arzamas.